# Danilo Santos de Miranda
Danilo Santos de Miranda (Campos dos Goytacazes, Rio de Janeiro, 24 de abril de 1943 - São Paulo, 29 de outubro de 2023) foi um gestor cultural brasileiro. Desde 1984, foi diretor do Serviço Social do Comércio (Sesc) no estado de São Paulo.

## Biografia
Nasceu em 1943 em Campos dos Goytacazes, numa família de classe média típica daquela região e época. Seu avô era proprietário da principal farmácia na cidade, onde sua mãe trabalhava como auxiliar. Seu pai era jornalista e dentista. A família materna, fortemente ligada a movimentos religiosos, influenciou a decisão precoce de seguir a vida eclesiástica.
Aos onze anos, muda-se para Friburgo e se matricula Escola Apostólica dos Jesuítas, onde inicia sua formação religiosa e humanista, aprofunda conhecimentos em música e poesia e experimenta diversas modalidades esportivas. O envolvimento com a atuação artística mescla-se ao interesse pelas questões de ordem política, participando da criação do grêmio estudantil.
Em 1963, muda-se para o interior de São Paulo, para integrar a Ordem dos Jesuítas, baseada no Mosteiro de Itaici, no município de Indaiatuba. Mais tarde, aos 24 anos, desliga-se das atividades seminaristas e se muda para a capital, onde, ao procurar trabalho numa agência de empregos, acaba contratado pela própria empresa para o cargo de entrevistador, função que divide com a de professor, exercida num antigo instituto educacional localizado no bairro da Lapa.
Em 1968, vê um anúncio de jornal convocatório para um processo seletivo de trabalho no Serviço Social do Comércio de São Paulo. Inscreve-se e é admitido, com o cargo de orientador social, exercendo, posteriormente, diversas funções de coordenação e chefia.
Estudou Filosofia e Ciências Sociais, tendo realizado estudos complementares em gestão empresarial no International Institute for Management Development – IMD, na Suíça. Organizador de livros como “Ética e Cultura”, é reconhecido nacional e internacionalmente pelo trabalho que realiza à frente do Sesc São Paulo. Sua abordagem se baseia na perspectiva de que a cultura deve ser entendida de forma ampliada, de forte sentido educativo, entrelaçando o mundo das artes e do espetáculo à memória, à aprendizagem e à convivência. Para ele, “cultura e educação são duas facetas de uma mesma realidade”.
Transfere-se em 1973 para a área de recursos humanos do Serviço Nacional de Aprendizagem Comercial (Senac) e em 1984 retorna ao Sesc como Diretor Regional para o Estado de São Paulo, a convite de Abram Szajman, presidente da Federação do Comércio de Bens, Serviços e Turismo do Estado de São Paulo (Fecomercio-SP) e dos Conselhos Regionais do Sesc e do Senac de São Paulo. Ocupa esta posição até os dias atuais.
Era membro do conselho de entidades nacionais como a Fundação Bienal de São Paulo, o Museu de Arte de São Paulo Assis Chateaubriand (MASP), o Museu de Arte Moderna de São Paulo (MAM), o Itaú Cultural, a Biblioteca Brasiliana Guita e José Mindlin e a SP Escola de Teatro. Foi presidente do Conselho Diretor do Fórum Cultural Mundial (2004) e presidente da comissão que organizou o Ano da França no Brasil (2009). Sua atuação internacional também abrange a vice-presidência do Conselho Internacional de Bem-Estar Social – ICSW, na sigla em inglês, de 2008 a 2010, além da composição atual da diretoria da ONG Art for the World, sediada na Suíça e dedicada à difusão da arte contemporânea.

## Pensamento
Nos diversos livros e artigos escritos, bem como entrevistas concedidas e conferências realizadas, Miranda defendia que a educação e a cultura são o cerne do desenvolvimento humano – sobrepondo-se à noção de desenvolvimento que decorre pura e simplesmente do aumento da capacidade de produção econômica de um país. “Cultura, do jeito que eu entendo, é educação – educação permanente. Eu defendo uma sociedade em que o componente educativo e cultural seja colocado no centro e não o componente econômico, político ou social isolado (...).”
Defensor de uma visão não instrumental da cultura, acredita que a promoção do bem-estar dos indivíduos está ligada à valorização da diversidade cultural como condição para a cidadania; à democratização de formas artísticas e de acesso do público a elas; à proteção das manifestações artístico-culturais ligadas à história e identidade dos povos; e ao fortalecimento de intercâmbios entre diferentes saberes e sociedades.
Em 2016, palestrou na série Library Talks, da Organização das Nações Unidas (ONU), em Genebra, discutindo o papel da arte e da cultura no mundo contemporâneo. Na ocasião, a partir da experiência desenvolvida no Sesc, defendeu a perspectiva de que os centros socioculturais não sejam tomados como oásis, “onde a cidade fica de fora e tudo que se apresente como belo, bom e justo, do lado de dentro”. Segundo Miranda, “o futuro necessita de mais ágoras que de oásis: um palco dado onde se espelha a sociedade e o qual permite muitos núcleos críticos para o homem comum se conscientizar de sua própria cultura e de outras – bem como transformá-las”.
Entre as participações em eventos que reforçam tais ideias está a conferência realizada no Seminario Internacional Experiencias comparadas en acción pública en cultura, do Consejo Nacional de la Cultura y las Artes (Santiago do Chile, março de 2017), além da palestra “Poder da Educação”, proferida no congresso Communicating  the Museum (Paris, junho de 2017).

## Morte
Danilo Santos de Miranda morreu em 29 de outubro de 2023, no Hospital Israelita Albert Einstein, em São Paulo (SP), onde estava internado desde o início do referido mês. A causa mortis não foi divulgada.

A marca de Miranda pode ser definida por uma frase: 
"A assinatura marcante de um centralizador obstinado e os muitos anos na direção do Sesc São Paulo fizeram de Miranda a personificação da instituição que liderava, numa comunhão entre vida e trabalho que era sua velha conhecida. "Fico aqui como se fosse para a vida toda", disse. E, assim, foi."